# Dilophus cantrelli
Dilophus cantrelli är en tvåvingeart som beskrevs av Hardy 1982. Dilophus cantrelli ingår i släktet Dilophus och familjen hårmyggor. Inga underarter finns listade i Catalogue of Life.